# Césarine Davin-Mirvault
Césarine Davin-Mirvault est une artiste peintre et miniaturiste française née le 6 mars 1773 à Paris (paroisse Saint-Eustache) et morte dans la même ville le 25 novembre 1844 .

## Biographie

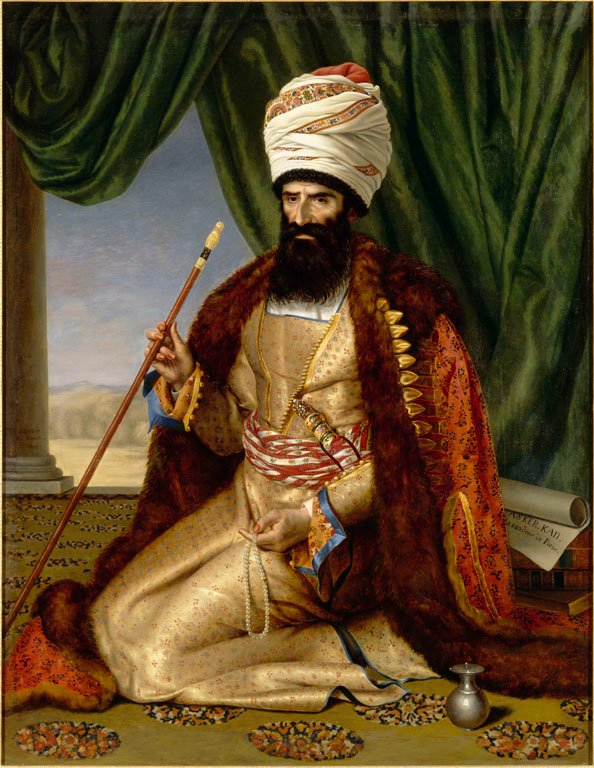
Portrait d'Asker-Khan, ambassadeur de Perse (Salon de 1810). Château de Versailles.

Fille d'un ingénieur-géographe et administrateur des hôpitaux militaires, Césarine Henriette Flore Mirvault a étudié auprès de Joseph-Benoît Suvée, Jacques-Louis David et Jacques Augustin et a créé une école de dessin et de peinture très fréquentée.
Mariée à Arcueil en octobre 1793 avec Jean Joseph Davin, un négociant d'origine toulonnaise (1755-1824), elle eut au moins deux filles, Césarine et Antoinette.
Elle expose au Salon de Paris de 1798 à 1822.

## Œuvres exposées au Salon
Salon de 1798
- Portrait de la citoyenne Sallantin, épouse de l'artiste musicien du théâtre Feydeau[6], miniature (no 102) ;
- L'Amour paternel (no 103) ;
- La Tendresse maternelle (no 104)[7].

Salon de 1799
- Étude d'après nature, miniature (no 66).

Salon de 1800
- Un enfant dans un paysage, miniature (no 108) ;
- Une jeune personne affligée du sort de Clarisse dont elle lit le testament, miniature (no 109) ;
- Un tableau de famille (no 110) ;
- Portrait de la citoyenne *** (no 111) ;
- Portrait de la citoyenne *** (no 112).

Salon de 1801
- Portrait du citoyen Suvée, directeur de l'École française des Beaux-Arts à Rome, miniature (no 77) ;
- Un enfant préférant les armes à tous les objets de son éducation, miniature (no 78) ;
- Un cadre renfermant plusieurs portraits (no 79).

Salon de 1802
- Une jeune fille, étude (no 66) ;
- Un jeu d'enfants (no 67).

Salon de 1804
- Portrait del Signor Bruni, compositeur, ancien chef de l'orchestre de l'Opéra Buffa (no 114). New York, The Frick Collection[13] ;
- Portrait en pied de l'auteur (no 115) ;
- Études (no 116).

Salon de 1806
- Portrait de Mme J*** (no 127) ;
- Une glaneuse (no 128)[15] ;
- Une cuisinière (no 129)[16].

Salon de 1808
- Portrait de Mme la comtesse F*** de N*** avec Mlle sa fille (no 148)[18] ;
- Une dormeuse (no 149).

Salon de 1810
- Portrait en pied de S.E. Asker-Khan, ambassadeur de Perse (no 189). Musée national des châteaux de Versailles et de Trianon[20].
- Portrait de M. Paër (no 190) ;
- Portrait de Mme Paër[21] (no 191) ;
- Portrait en pied de Mme D*** (no 192).

Salon de 1812
- Portrait d'un jeune militaire (no 237).

Salon de 1814
- La Mort de Malek-Adhel (no 236). Musée d'art et d'archéologie d'Aurillac.
- Le Faucheur (no 237) ;
- Une dormeuse (no 238) ;
- Plusieurs portraits (no 239) ;
- L'Ambassadeur de Perse, Asker-Khan (no 240).

Salon de 1819
- Portrait de Mme de *** (no 264).

Salon de 1822
- Une jeune élève de M. Frédéric Massimino (no 289)[26].

## Autres œuvres
- Portrait de Nicolas Dalayrac, 1801. Localisation inconnue[27].
- François Joseph Lefebvre, duc de Dantzig, maréchal de France, 1807. Commande de Napoléon Ier pour la salle des Maréchaux du palais des Tuileries en 1804. Musée national des châteaux de Versailles et de Trianon[28].
- Portrait de Joachim Murat, roi des Deux-Siciles, en costume militaire, 1807, miniature ovale signée « Davin 1807 ». Ancienne collection Bernard Franck. Localisation inconnue.
- Portrait de Caroline Bonaparte, femme de Joachim Murat, 1807, miniature ovale signée « Davin ». Ancienne collection Bernard Franck. Localisation inconnue[29].
- Portrait de Claude François Chauveau-Lagarde. Musée du Barreau de Paris.
- Deux soeurs jouant du piano, vers 1805, miniature ronde. Collection Tansey, Bomann-Museum, Celle, Allemagne[30].
- Portrait de jeune fille, 1810, miniature ronde. Galerie nationale de Finlande.
- Napoléon en costume de Sacre (Napoleone nel costume del 'Sacre'), huile sur toile, 80,5 × 64,2 cm, Galleria dei costumi, Museo Napoleonico, Rome[31],[32].

Œuvres de Césarine Davin-Mirvault
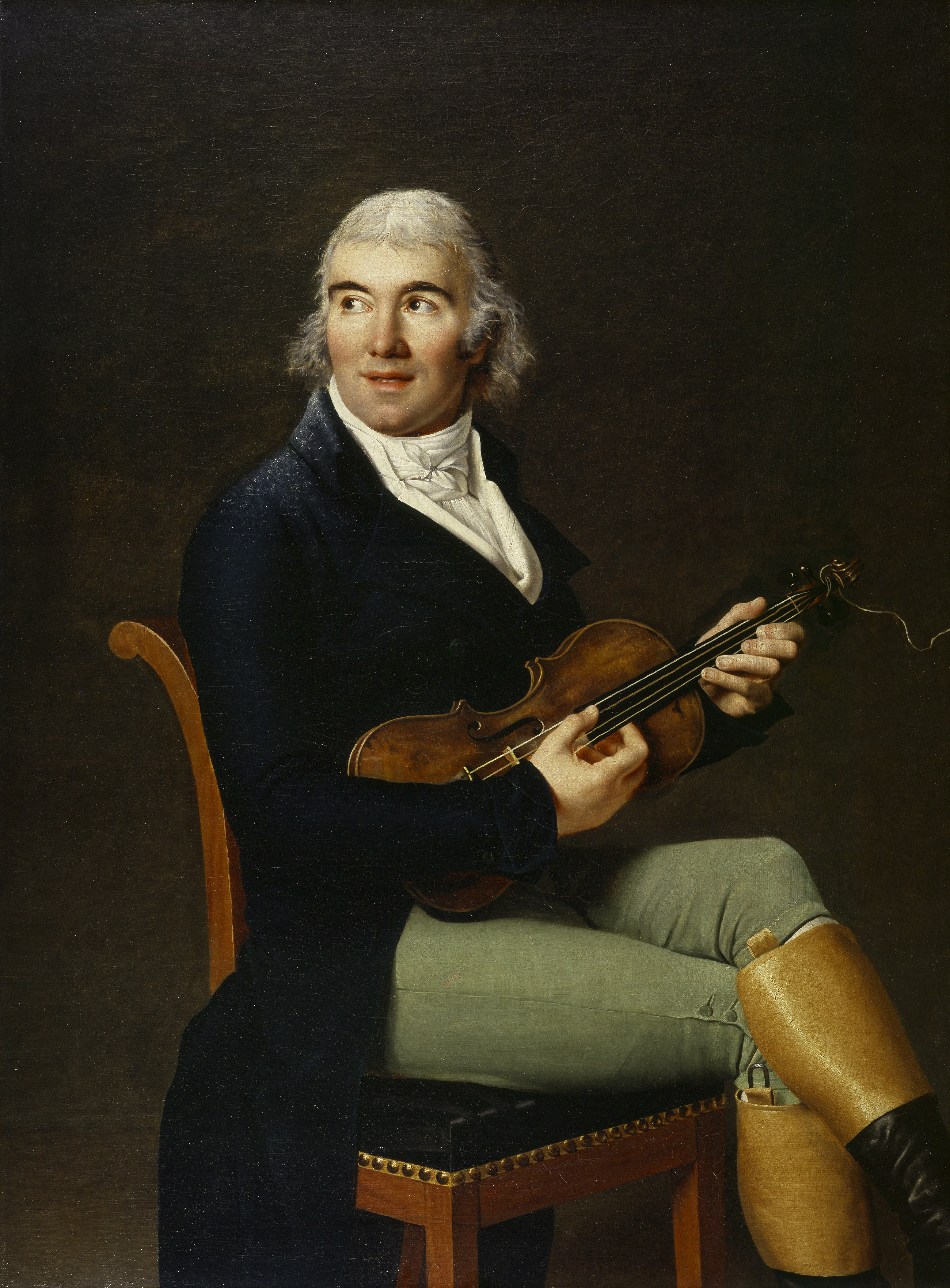
Antonio Bartolomeo Bruni (Salon de 1804). New York, The Frick Collection.
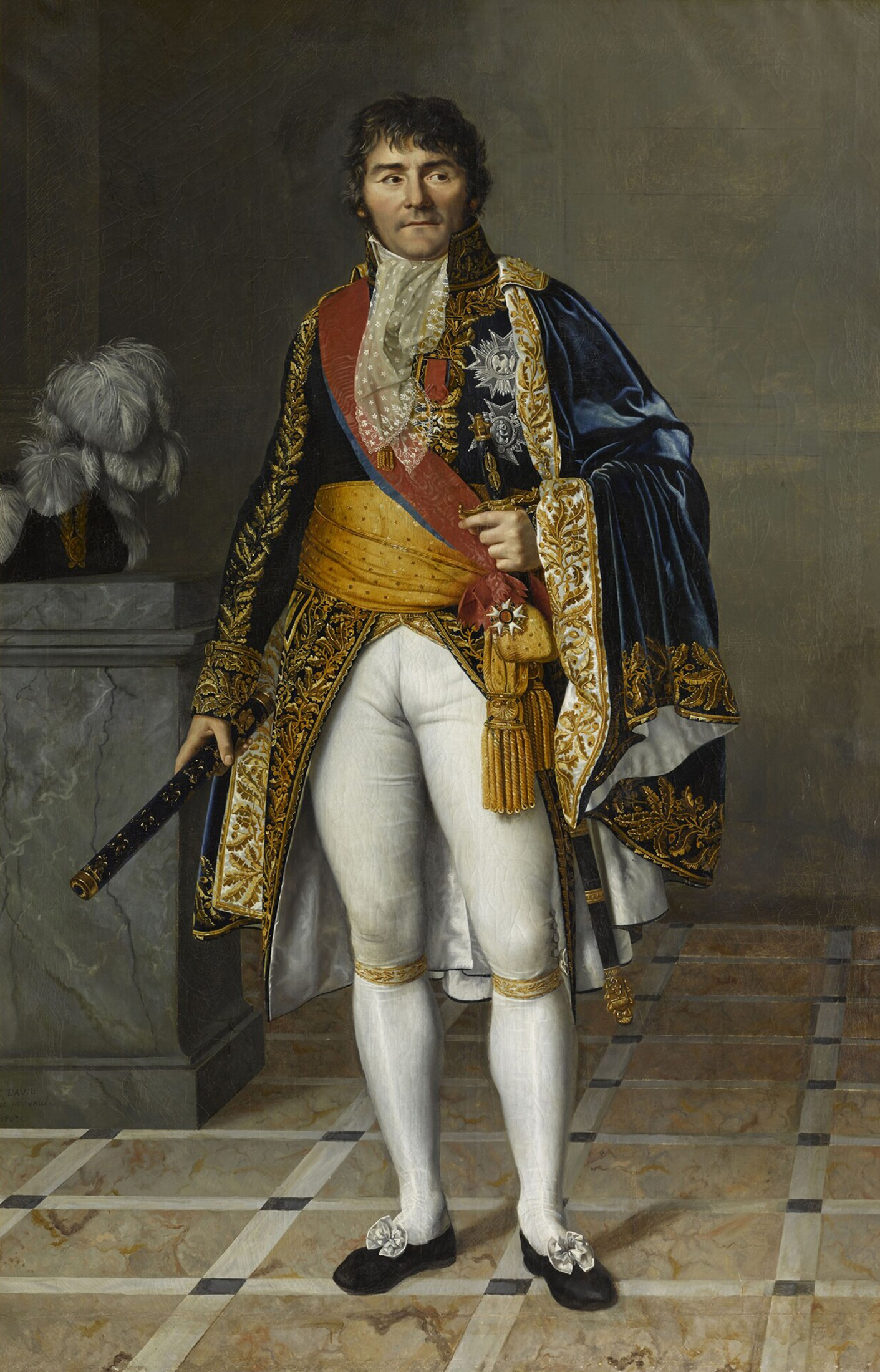
François Joseph Lefebvre, duc de Dantzig, maréchal de France, 1807. Château de Versailles.
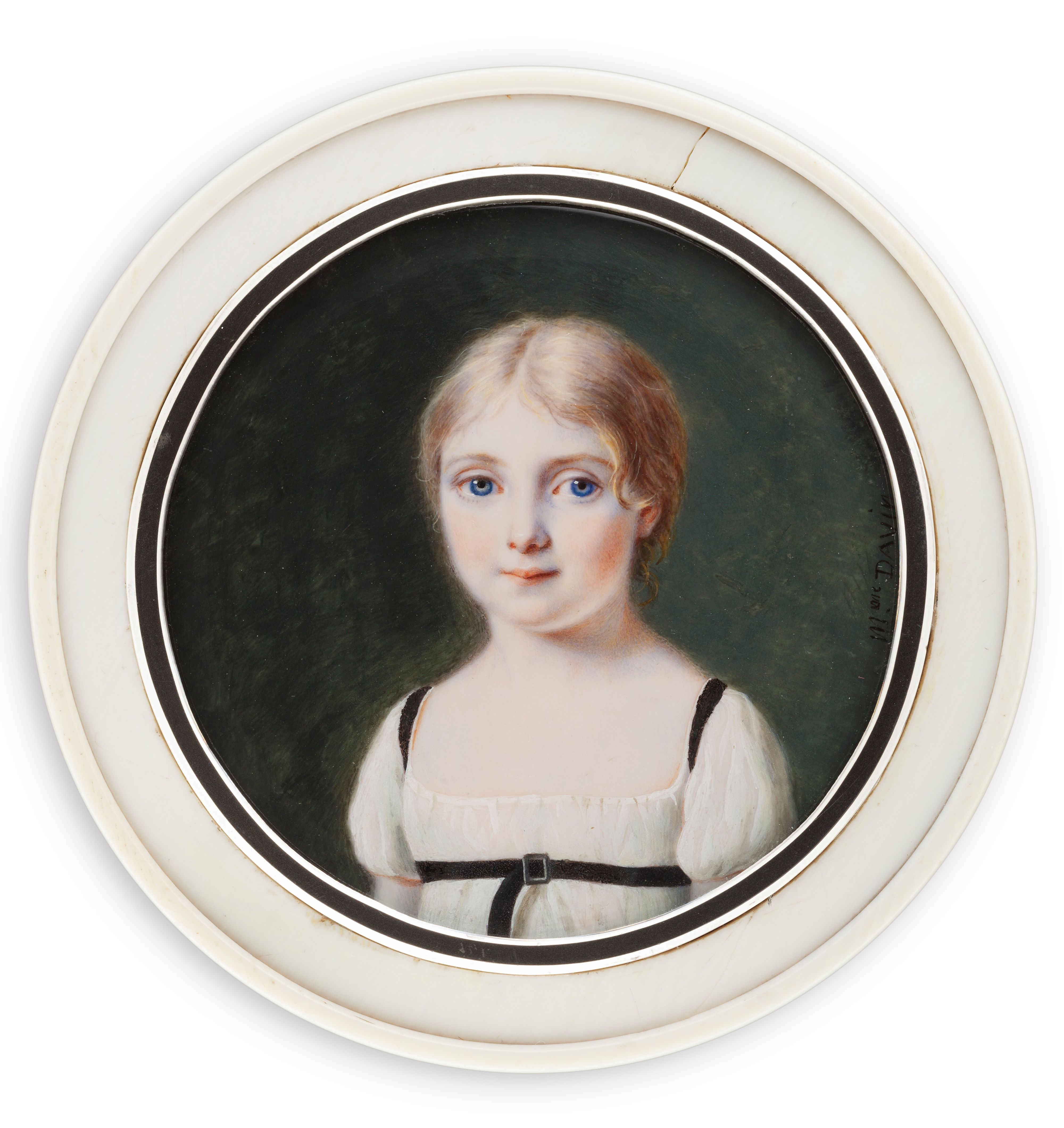
Portrait de jeune fille, 1810. Helsinki, Galerie nationale de Finlande.
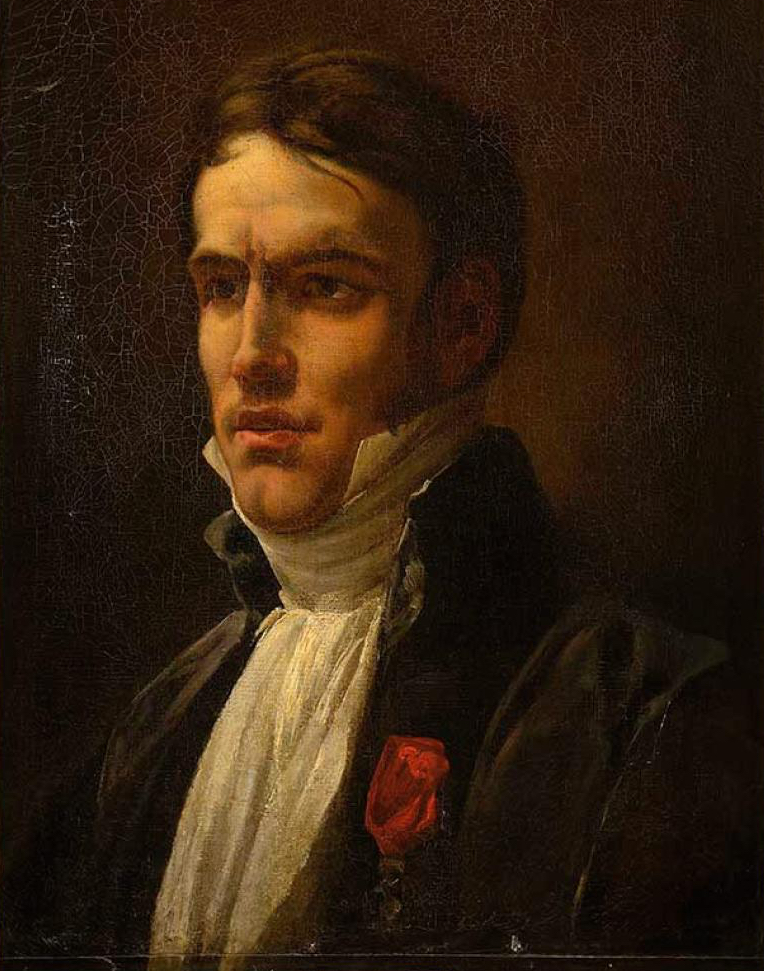
Claude François Chauveau-Lagarde. Musée du Barreau de Paris.
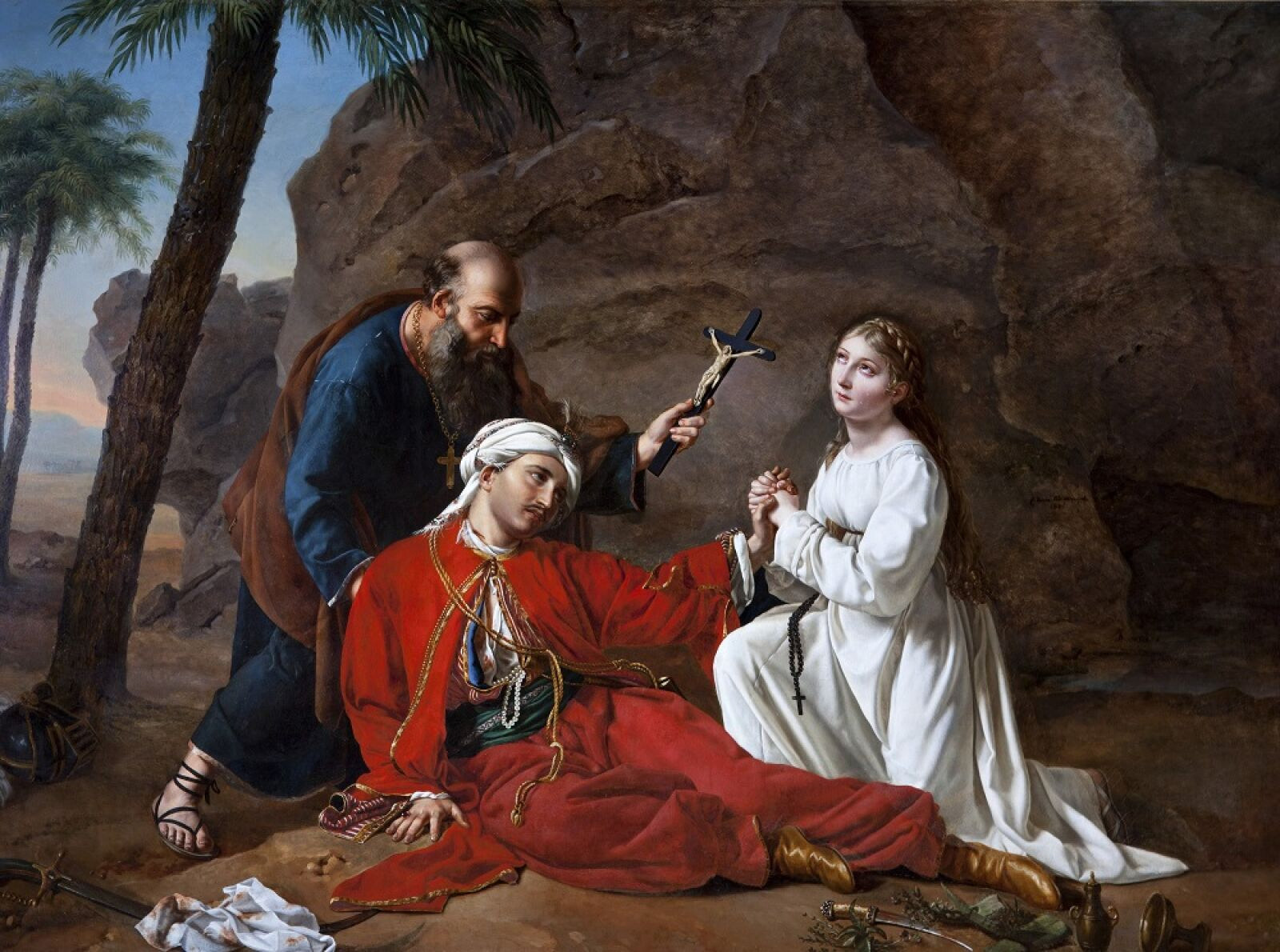
La Mort de Malek-Adhel (salon de 1814). Musée d'art et d'archéologie d'Aurillac.
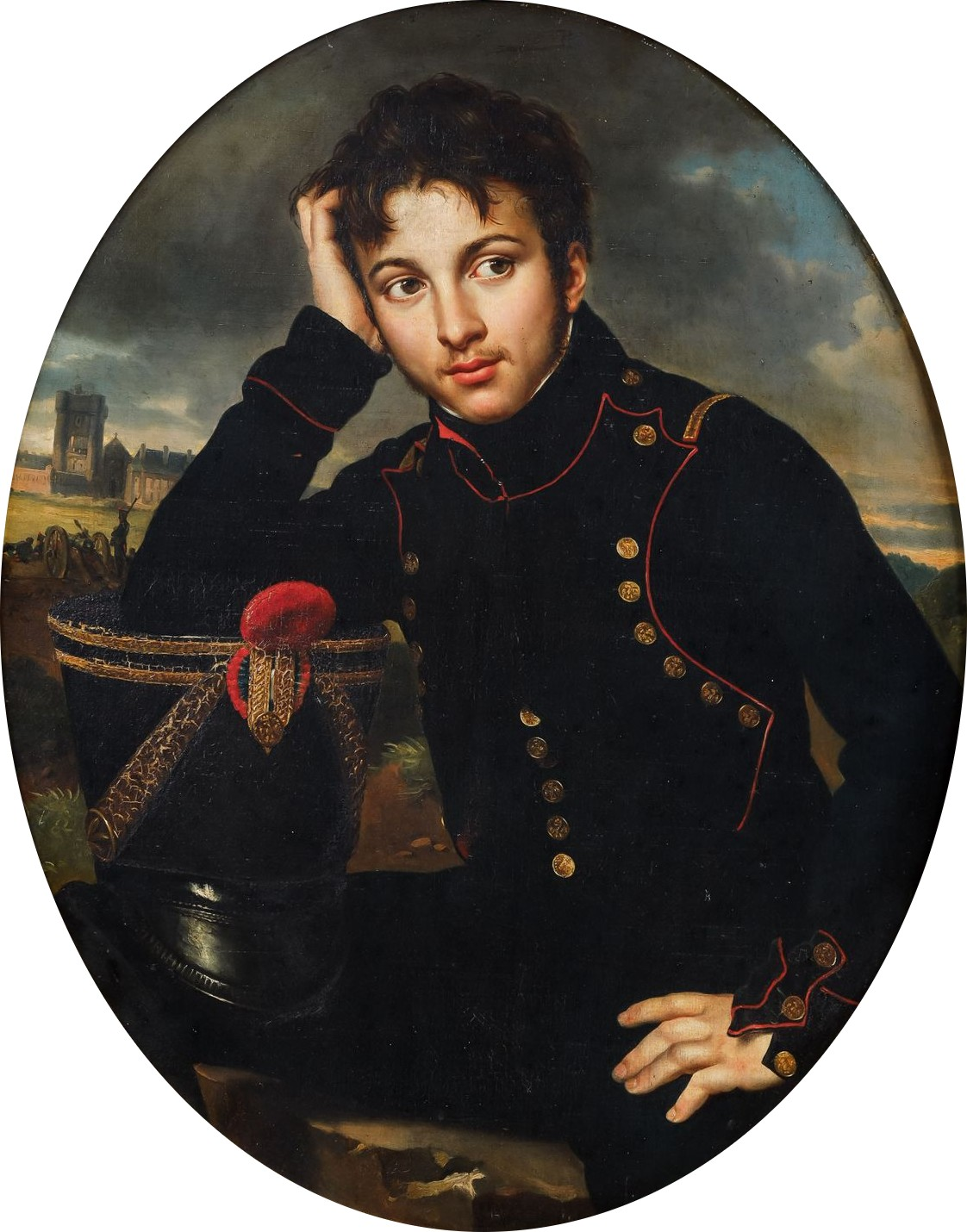
Portrait d’un ancien élève de l’École impériale polytechnique devant le fort de Vincennes, 1814

## Récompenses
- Médaille d'argent de 2e classe au Salon de 1804.
- Médaille d'or de 1re classe au Salon de 1814.